# 천국보다 아름다운
《천국보다 아름다운》(What Dreams May Come)은 미국에서 제작된 빈센트 워드 감독의 1998년 드라마, 판타지, 멜로/로맨스 영화이다. 리처드 매드슨의 1978년 소설 What Dreams May Come을 로널드 바스가 각색한 작품이다. 로빈 윌리엄스 등이 주연으로 출연하였고 로널드 바스 등이 제작에 참여하였다.

## 출연

### 주연
- 로빈 윌리엄스
- 쿠바 구딩 쥬니어
- 아나벨라 시오라

### 조연
- 막스 폰 시도우
- 제시카 브룩스 그랜트
- 조쉬 패덕
- 로절린드 차오
- 베르너 헤어조크
- 루신다 제니

## 기타
- 원작자: 리처드 매드슨